# Xã Rocky Ford, Quận Mellette, Nam Dakota
Xã Rocky Ford (tiếng Anh: Rocky Ford Township) là một xã thuộc quận Mellette, tiểu bang Nam Dakota, Hoa Kỳ. Năm 2010, dân số của xã này là 6 người.